# Nikolaus Gatter
Nikolaus Kai Heinrich Gatter (* 10. Oktober 1955 in Köln), Pseudonym Aragorn, ist ein deutscher Schriftsteller, Übersetzer, Publizist, Germanist, Musikkritiker und Liedermacher.

## Leben
Nikolaus Gatter kam als jüngstes Kind des Journalisten-Ehepaars Ludwig Gatter und Magda Gatter zur Welt. Sein Bruder ist der Fernsehjournalist Peter Gatter. Er ist Urenkel von Paul Barsch und Hedwig Wigger-Barsch; der Politiker Stephan Gatter ist sein Cousin.
Nach dem Abitur am Hölderlin-Gymnasium in Köln-Mülheim leistete Gatter Zivildienst, anschließend studierte er Germanistik und Geschichtswissenschaften in Bonn. 1994 wurde Gatter mit einer Arbeit über die Tagebücher von Karl August Varnhagen von Ense und dessen Briefwechsel mit Alexander von Humboldt promoviert. Im Hörfunksender WDR war er noch während des Studiums in freier Mitarbeit als Regieassistent beim Hörspiel und als Producer tätig.
Von 1973 bis 1990 trat Gatter mit sozialkritischen Liedern auf (zuletzt 2012). Zugleich schrieb er Berichte, Rezensionen und Aufsätze für Jugend- und Musikzeitschriften, Dialoge und praktische Anleitungen für Straßentheater, ferner Glossen und satirische Beiträge, auch in Kooperation mit Burkhard Ihme.
In den 1980er-Jahren arbeitete Gatter als Verlagslektor und Übersetzer für Publikumsverlage. Er übersetzte für Verlage wie Lübbe, Heyne, Paul List und Econ rund dreißig Bücher, darunter Romane u. a. von Tom Clancy, Paul Monette und Michael Wolff, Humoristisches von Patch Adams, Willy Breinholst und Dilbert-Comics von Scott Adams, aber auch Sachbücher von Neil Gershenfeld, Michael Lewis und Anita Roddick. Aus dem Französischen übersetzte er die Biographie der Hatschepsut von Christiane Desroches Noblecourt sowie Essays von Michel Tournier und Serge Koster. Außerdem gab er kulturpolitische Schriften der Gewerkschaft ver.di und des Kulturrats NRW, Anthologien mit Erzählprosa und Literatur des 19. Jahrhunderts (u. a. Werke von Karl August Varnhagen von Ense, Fanny Lewald, Max Eyth) heraus.
Von 1988 bis 1998 lehrte er am Germanistischen Seminar der Rheinischen Friedrich-Wilhelms-Universität in Bonn. Er war Mitglied im Koordinationsausschuss der AG Song und im VS in NRW (bis 2010), als Delegierter desselben Mitglied im erweiterten Vorstand des Kulturrats NRW sowie Vorstandsmitglied im Preis der deutschen Schallplattenkritik, wo er noch heute als Juror tätig ist. Auch in der Jury der Liederbestenliste wirkte Gatter mit.
Nikolaus Gatter ist Verfasser zahlreicher Aufsätze über die Literatur des 19. Jahrhunderts, vor allem über Karl August Varnhagen von Ense, Ludmilla Assing und die Geschichte der Varnhagen von Enseschen Sammlung. Einige Forschungsarbeiten betreffen Autoren des 20. Jahrhunderts wie Wolfgang Borchert, Ernst Barlach, Erich Mühsam und Robert Neumann.
Er ist Vorsitzender der 1997 am Rahel Varnhagen Kolleg in Hagen gegründeten Varnhagen Gesellschaft. Zu den Projekten des Vereins gehört eine vollständige und kommentierte Edition der Tagesblätter von Karl August Varnhagen von Ense.

## Werke (Auswahl)
- Mit Gerd Augustin Tina Turner – Die Frau, die ein großes Comeback feierte. Gustav Lübbe Verlag, Bergisch Gladbach 1986, ISBN 3-404-61100-4.
- Heavenly Creatures. Roman. Gustav Lübbe Verlag, Bergisch Gladbach 1995, ISBN 3-404-12320-4; Übersetzung ins Japanische u. d. T. Otome no inori, übersetzt von Yoshio Hirai. Shinchosha, Tokyo 1995 (= Shincho bunko, Ka:22-1). ISBN 4-10-246801-3.
- „Gift, geradezu Gift für das unwissende Publicum.“ Der diaristische Nachlaß von Karl August Varnhagen von Ense und die Polemik gegen Ludmilla Assings Editionen. Aisthesis, Bielefeld 1996, ISBN 3-89528-149-2; dass., vom Verfasser durchgesehene 2. Auflage, Varnhagen Gesellschaft e. V., Köln 2020 (Web-Ressource).
- „Lebensbilder, die Zukunft zu bevölkern.“ Von Rahel Levins Salon zur ‚Sammlung Varnhagen‘. Varnhagen Gesellschaft, Köln 2006, ISBN 3-00-019894-6.

## Herausgeberschaft (Auswahl)
- [unter Mitarbeit von Eva Feldheim und Rita Viehoff] Almanach 1: Wenn die Geschichte um eine Ecke geht. Berliner Wissenschafts-Verlag, Berlin 2000, ISBN 3-8305-0025-4.
- [unter Mitarbeit von Christian Liedtke und Elke Wenzel] Almanach 2: Makkaroni und Geistesspeise. Berliner Wissenschafts-Verlag, Berlin 2002, ISBN 3-8305-0296-6.
- Ludmilla Assing: Fürst Hermann von Pückler-Muskau. Eine Biographie. 2 Bde., Hildesheim / Zürich / New York Olms 2004 (Bewahrte Kultur. Ein Reprintprogramm zur Sicherung gefährdeter und seltener Bücher, gefördert von der Kulturstiftung der Länder), ISBN 3-487-12029-1, ISBN 3-487-12030-5.
- Karl August Varnhagen von Ense: Blätter aus der preußischen Geschichte. (= Historia Scientiarium. Fachgebiet Geschichte und Politik). 5 Bände. Olms-Weidmann, Hildesheim / Zürich / New York 2009, ISBN 978-3-487-13676-9, ISBN 978-3-487-13677-6, ISBN 978-3-487-13678-3, ISBN 978-3-487-13679-0, ISBN 978-3-487-13680-6.
- Karl August Varnhagen von Ense: Paris, 1810. Reisebericht aus Straßburg, Lothringen und Paris mit neun Briefen von Henriette Mendelssohn an den Autor. Varnhagen Gesellschaft, Köln 2013, ISBN 978-3-00-040929-5.
- [unter Mitarbeit von Inge Brose-Müller und Sigrun Hopfensperger] Almanach 3: Der Sopha schön, und doch zum Lottern. Freundesgabe für Konrad Feilchenfeldt, Berliner Wissenschafts-Verlag, Berlin 2015, ISBN 978-3-8305-0579-2.

## Diskographie
- [unter dem Pseudonym Aragorn, mit Constanze Blumenberg:] Lebenszeichen. Großstadt- und Märchenlieder. 1982.

## Mitarbeit an Periodika (Auswahl)
- ALG-Umschau
- Ausgezeichnet! Internationale preisgekrönte Bücher und Autoren und die Preise der deutschen Schallplattenkritik
- Folker!
- gazzettino. Mitteilungen der Varnhagen Gesellschaft e. V. (Web-Ressource)
- Hagener Impuls
- Kunst + Kultur. Kulturpolitische Zeitschrift
- Jahrbuch der Internationalen Bettina-von-Arnim-Gesellschaft
- Jahrbuch Forum Vormärz Forschung
- Literatur in Westfalen
- Literatur und Kritik
- Mühsam-Magazin
- musikblatt. Zeitschrift für Gitarre, Folklore und Lied
- Das Parlament
- Schwarz auf Weiß. Zeitschrift des Deutschen Scherenschnittvereins
- La Tribune d'Allemagne
- pro libris. Mitteilungsblatt des Verbandes der Bibliotheken
- Rhein! Zeitschrift für Worte, Bilder Klang

## Hörspiele (Auswahl)
- 1964: Eva Rechlin: Der Kinderkönig (4. Folge: Die erste Volksversammlung) (Sprecher) – Regie: Manfred Brückner (Kinderhörspiel – WDR)

## Ehrungen
- 1999 Stipendium der Schwedischen Akademie der Wissenschaften für eine Vorlesung am Germanistischen Seminar der Universität in Stockholm.
- 2015 und 2017 Arbeitsstipendien der Kunststiftung NRW.